# Itaituba (kommun)
Itaituba är en kommun i Brasilien.   Den ligger i delstaten Pará, i den centrala delen av landet, 1 400 km nordväst om huvudstaden Brasília. Antalet invånare är 97 343. Arean är 62 041 kvadratkilometer.
Terrängen i Itaituba är platt söderut, men norrut är den kuperad.
Följande samhällen finns i Itaituba:
- Itaituba

I omgivningarna runt Itaituba växer i huvudsak städsegrön lövskog. Trakten runt Itaituba är nära nog obefolkad, med mindre än två invånare per kvadratkilometer.

## Bildgalleri

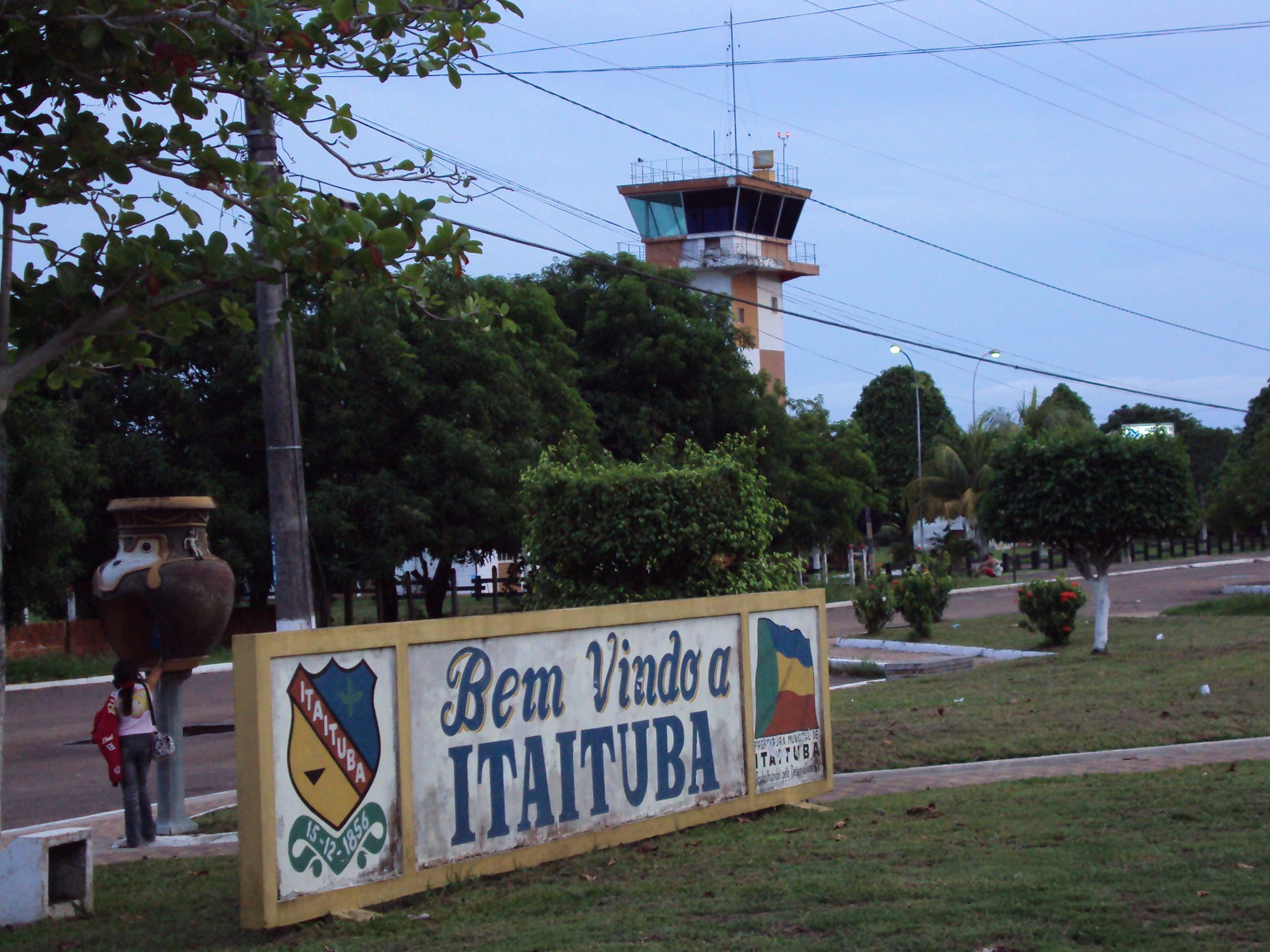
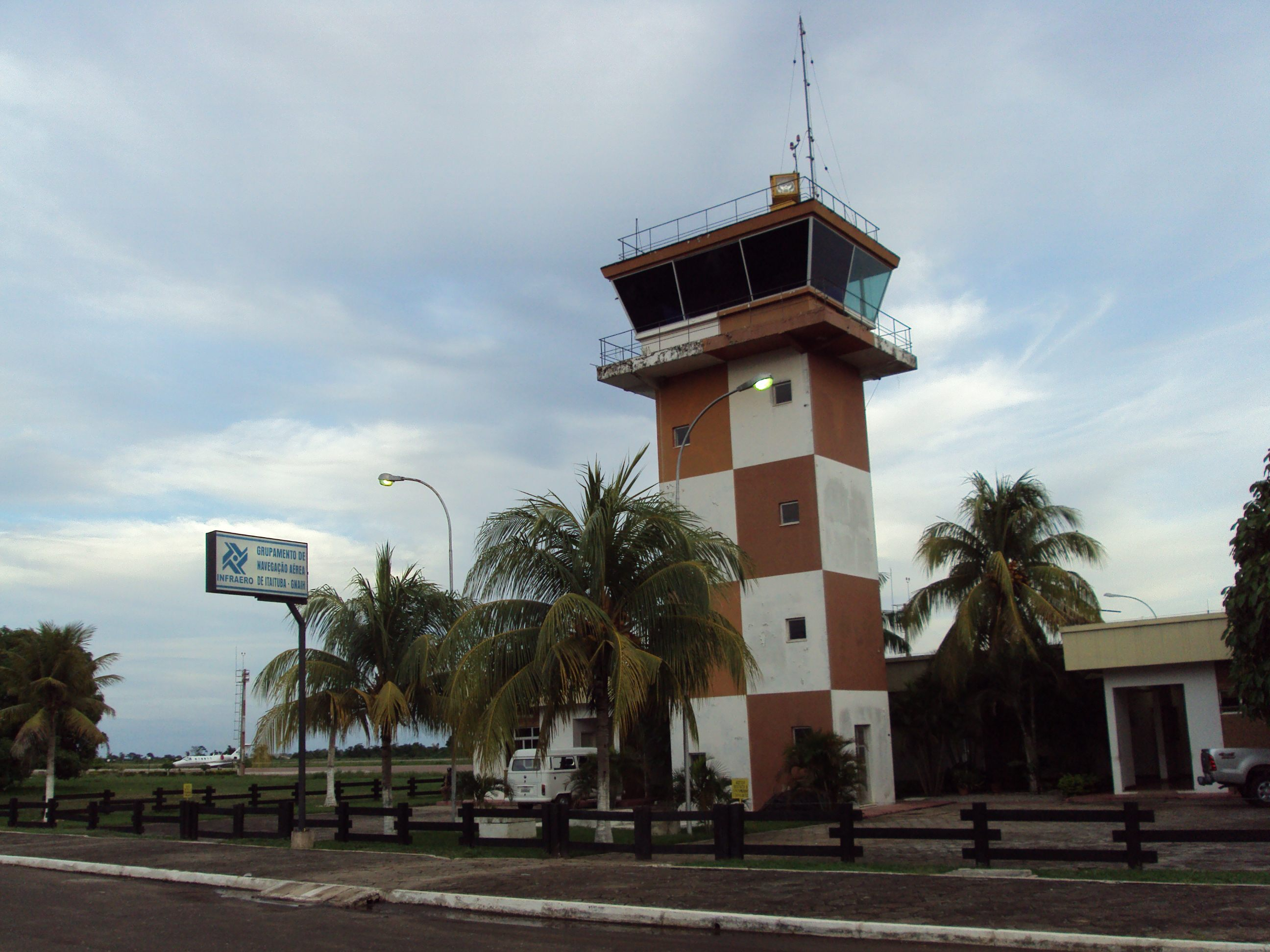
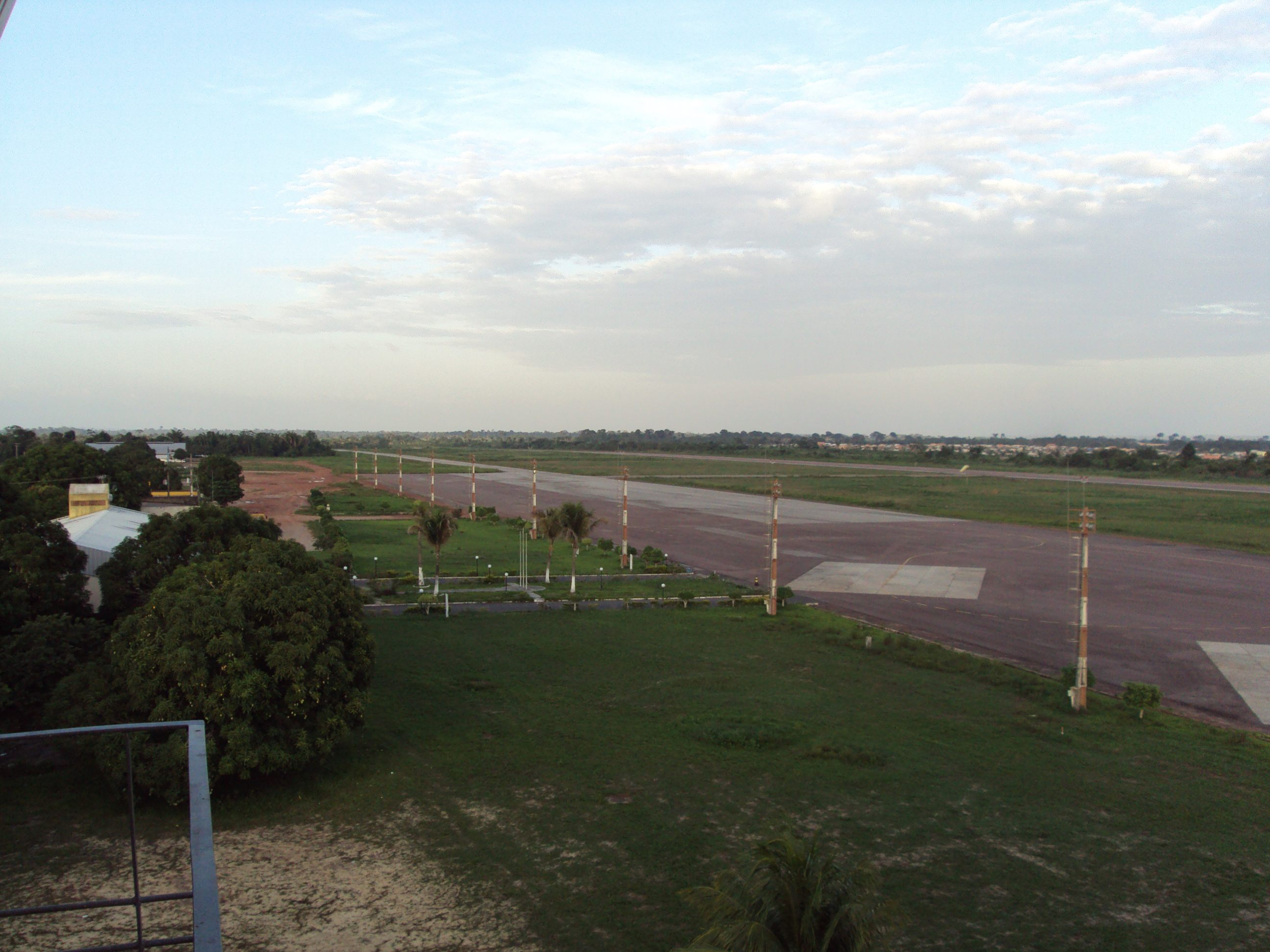
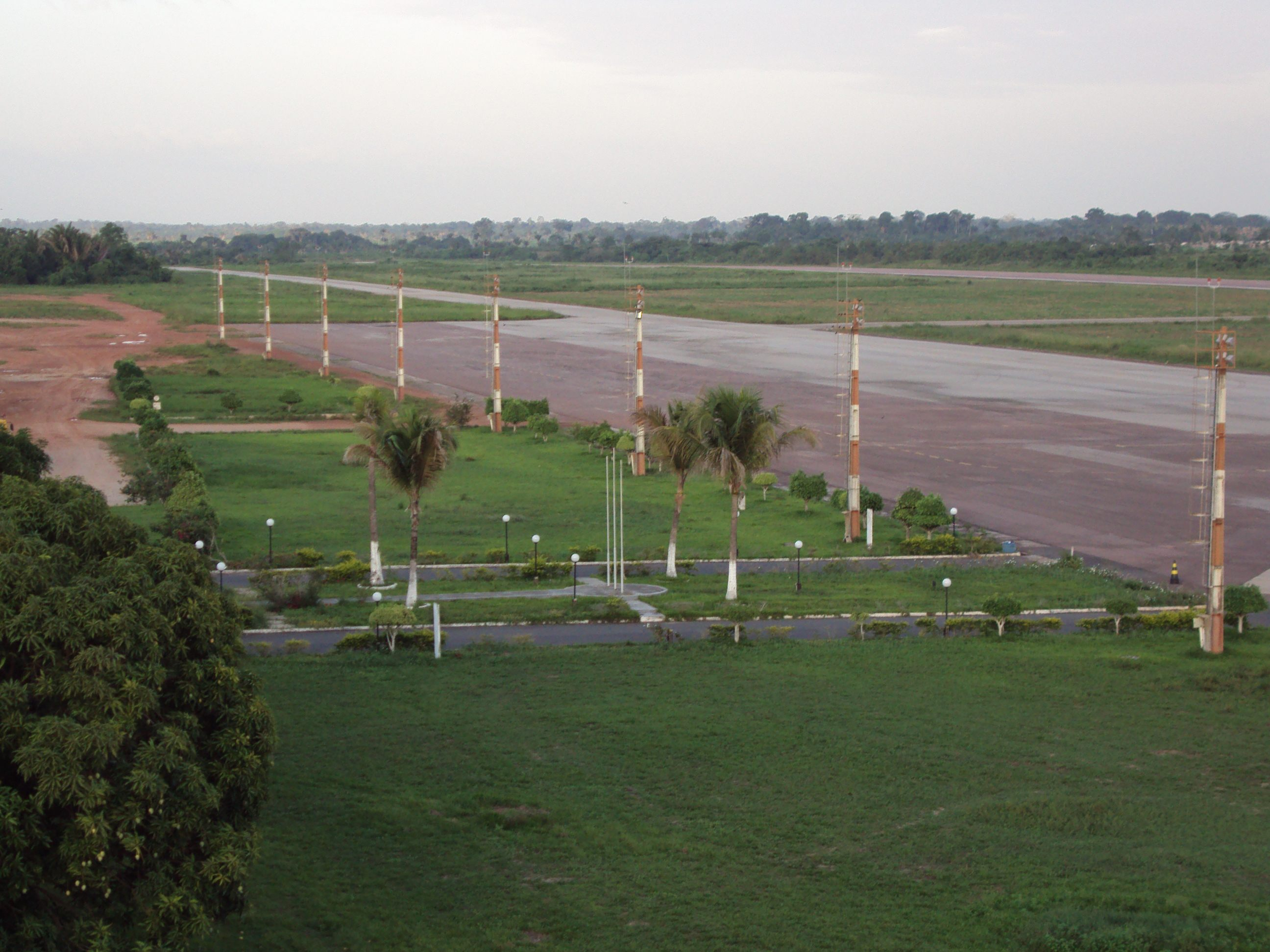